# Pleuronematida
Pleuronematida es un orden de ciliados predominantemente de vida libre en la subclase Scuticociliatia de la clase Oligohymenophorea.

## Familias
Contiene las siguientes familias:
- Calyptotrichidae Small & Lynn, 1985
- Ctedoctematidae Small & Lynn, 1985
- Cyclidiidae Ehrenberg, 1838
- Dragescoidae Jankowksi, 1980
- Histiobalantiidae de Puytorac & Corliss in Corliss, 1979
- Peniculistomatidae Fenchel, 1965
- Pleuronematidae Kent, 1881